# 富士宮市立東小学校
富士宮市立東小学校（ふじのみやしりつ ひがししょうがっこう）は、静岡県富士宮市の中心街に位置する公立小学校。
市内からは「東小」、市外からは「宮東小」と呼ばれている

## 概要
- 令和6年度の児童数は493名、全17学級[1]。
- 県内の学校では唯一、ことばとみみの教室（言語・難聴通級指導教室）が設置されている[2]。
- 2027年に新校舎が完成するまで、仮設校舎での授業が行われる[3]。

## 沿革
- 1974年（昭和49年）
  - ことばの教室が設置
- 1983年（昭和58年）
  - みみの教室が設置
- 2025年（令和7年）1月
  - 管理教室棟と特別教室棟の取り壊し[4][5]

## 通学区域
- 阿幸地区（※4町内を除く）
- 咲花区
- 大和区
- 日の出区
- 瑞穂区
- 田中区（※3町内2班・3班、4町内3班～9班を除く）
- 源道寺区
- 小泉6区[6]

## 指定避難所
- 咲花（さくはな）区
- 大和区
- 瑞穂区[7]

## 進学先中学校
- 富士宮市立富士宮第一中学校

## 受賞
- 2004年　静岡県　環境美化教育優良校（リサイクル活動）[8]
- 2024年　新体力テスト　市教育長賞[9]